# Hanssuesia

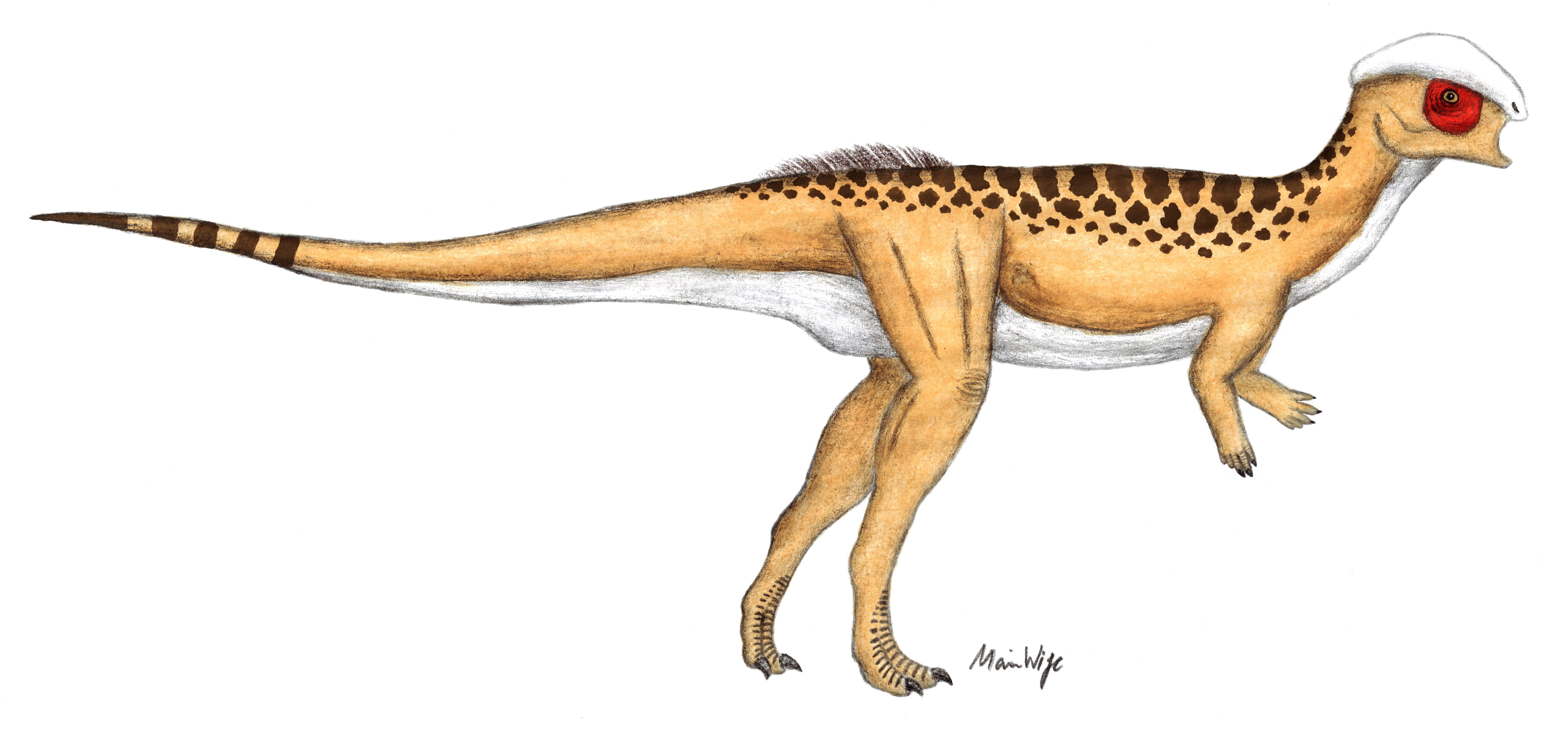
Hanssuesia sternbergi

Hanssuesia sternbergi is een plantenetende ornitischische dinosauriër, behorend tot de Pachycephalosauria, die tijdens het late Krijt leefde in het gebied van het huidige Noord-Amerika.

## Vondst en naamgeving
In 1928 vond Charles Mortram Sternberg bij de Red Deer River, ten zuidoosten van het nu niet meer bestaande stadje Steveville in Alberta, Canada, het schedeldak van een pachycephalosauriër.

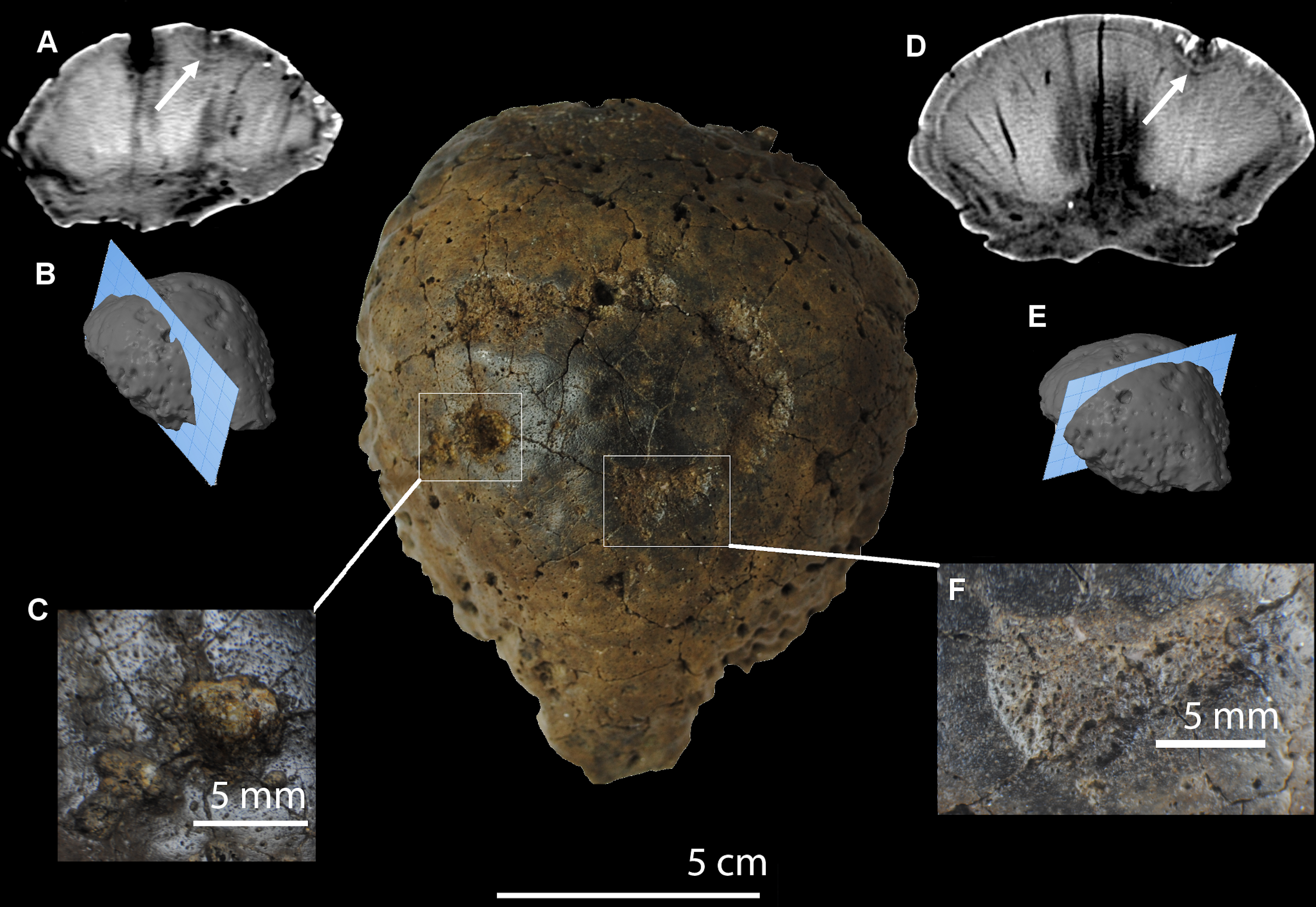
TMP 79.14.853 met wonden van botsingen

In 1943 benoemden en beschreven Barnum Brown en Erich Maren Schlaikjer een nieuwe soort van Troodon: Troodon sternbergi. De soortaanduiding eert Sternberg als ontdekker. In 1945 plaatste C.M. Sternberg zelf de soort in Stegoceras als een Stegoceras sternbergi.
In 2003 benoemde Robert Sullivan een apart geslacht Hanssuesia. De geslachtsnaam eert de paleontoloog Hans-Dieter Sues die veel onderzoek heeft verricht naar de pachycephalosauriërs. Per ongeluk spelde Sullivan de naam in de publicatie, ook nog eens bij de eerste formele vermelding als nieuw genus, een keer met een dubbele s achteraan, dus als "Hanssuessia". Datzelfde jaar nog koos hij, zoals oorspronkelijk bedoeld, voor Hanssuesia als de naam die voortaan de geldige zou zijn. De typesoort is Troodon sternbergi. De combinatio nova is Hanssuesia sternbergi.
Het holotype, NMC 8817, is gevonden in een laag van de Belly River Group die dateert uit het Campanien. Het bestaat uit een vrijwel compleet frontoparietale, de bij pachycephalosauriërs gewelfde versmelting van de voorhoofdsbeenderen en wandbeenderen. Een aantal andere schedeldaken wees Sullivan in 2003 aan de soort toe. Het betreft de specimina CMN 192, CMN 1953, CMN 2379, CMN 2379, CMN 8945, CMN 9148, TMP 79.14.853, TMP 87.36.363, TMP 89.69.21, TMP 2000.26.01 en UALVP-3. Daarnaast was er een aantal fossielen dat door beschadigingen geen onderscheidende kenmerken van de soort toonde maar gezien de herkomst ermee in verband werd gebracht als een cf. H. sternbergi. Het zijn de specimina CMN 1075, CMN 8944, MOR 453, MOR 480, TMP 85.36.240, TMP 98.93.125 en UALVP-8502. Een gedeelte van de fossielen was in 2000 door Sullivan toegewezen geweest aan Gravitholus. In 2023 stelde een studie dat beiden jongere synoniemen waren van Stegoceras.

## Beschrijving
Sullivan gaf in 2003 enkele onderscheidende kenmerken die moesten worden gezien als een unieke combinatie van eigenschappen. Het achterste deel van de schedelwelving, gevormd door de wandbeenderen, is laag en samengedrukt. Het frontoparietale als geheel is breed, zowel vooraan als achteraan. De voorste bult op de neusbeenderen is breed met ernaast verkleinde, maar ten opzichte van de bult meer gezwollen, lobben van de prefrontalia. Het beenplateau op de achterkant van de schedel is gereduceerd.

## Fylogenie
Brown & Schlaikjer plaatsten T. sternbergi in de Troodontidae dat toen echter een geheel andere inhoud had en samenviel met de tegenwoordige Pachycephalosauridae die Sternberg in 1945 benoemde, er meteen S. sternbergi in plaatsend.